# 1974年11月29日月食
1974年11月29日月食为一次在协调世界时1974年11月29日出現的月全食。該次月食半影食分為2.331、全影食分為1.295。偏食維持了105分，全食維持38分。

## 概述
這次月食的食分是4.34，偏食維持了105分，全食維持38分。

## 基本參數
- 類型：月全食
- 食甚資料：
  - 日期：1974年11月29日
  - 時間：15:13
  - 月球位置：赤經4.34度、赤緯21.8度
  - 食分：半影食分：2.331、全影食分：1.295
  - 持續時間：偏食105分、全食38分

## 外部連結
- NASA月食專頁（页面存档备份，存于）（英文）